# Rębów (województwo świętokrzyskie)
Rębów – wieś w Polsce, położona w województwie świętokrzyskim, w powiecie pińczowskim, w gminie Kije.
W latach 1975–1998 miejscowość położona była w województwie kieleckim.

## Integralne części wsi
| SIMC    | Nazwa            | Rodzaj    |
| ------- | ---------------- | --------- |
| 0242884 | Błonie           | część wsi |
| 0242890 | Koniec Dębniacki | część wsi |
| 0242909 | Koniec Korycki   | część wsi |

## Zabytki
- Kaplica pw. Matki Boskiej Częstochowskiej wzniesiona ok. 1800 r.